# Monumenta Germaniae Historica
Monumenta Germaniae Historica (kratica MGH) je obsežna serija diplomatičnih izdaj zgodovinskih virov iz zgodovine Nemčije v času od propada Rimskega cesarstva do leta 1500.
Pobudo za to delo je dal Henrich Friedrich Karl vom Stein leta 1819 in že leta 1826 je izšla prva knjiga iz serije.